# Bright Eyes
Bright Eyes (transkr. Brajt ajz) je američka muzička grupa iz Omahe u Nebraski. Sve pesme piše pevač i gitarista Konor Oberst, a osim njega članovi grupe su Majk Mogis i Nejt Volkot.

## Članovi
- Konor Oberst — vokal, gitara, klavijature, bas-gitara
- Majk Mogis — bendžo, mandolina, gitara
- Nejt Volkot — klavir, organ, truba, harmonika

## Diskografija

### Studijski albumi
- (1998)
- (1998)
- (2000)
- (2002)
- (2002)
- (2005)
- (2005)
- (2007)
- (2011)
- (2020)

### izdanja
- (1999)
- (2000)
- (2001) — split izdanje sa grupom
- (2002)
- (2004) — split izdanje sa grupom
- (2007)
- (2011)

### Albumi uživo
- (2005)

### Kompilacije
- (2003)
- (2006)

## Spoljašnje veze
- Zvanični veb-sajt
- na sajtu Diskogs
- na sajtu Jutjub
- na sajtu Fejsbuk
- na sajtu Instagram
- Prezentacija benda na stranici izdavačke kuće
- Sajt obožavalaca